# Puercas
Puercas es una localidad española del municipio de Gallegos del Río, en la provincia de Zamora y la comunidad autónoma de Castilla y León.

## Ubicación
Se encuentra ubicado en la comarca de Aliste, al oeste de la provincia de Zamora y cerca de la frontera con Portugal. El municipio está formado por siete localidades: Domez, Flores, Gallegos del Río, Lober, Puercas, Tolilla y Valer. Está a medio camino de Gallegos del Río y de Ferreruela, de los que dista unos 5 km.

## Historia
Durante la Edad Media Puercas quedó integrado en el Reino de León, cuyos monarcas habrían acometido la repoblación de la localidad dentro del proceso repoblador llevado a cabo en Aliste. Tras la independencia de Portugal del reino leonés, en 1143, la localidad habría sufrido por su situación geográfica los conflictos entre los reinos leonés y portugués por el control de la frontera, quedando estabilizada la situación en Aliste a inicios del siglo XIII, hecho reforzado por la firma del Tratado de Alcañices en 1297.
Posteriormente, en la Edad Moderna, Puercas estuvo integrado en el partido de Alcañices de la provincia de Zamora, tal y como reflejaba en 1773 Tomás López en Mapa de la Provincia de Zamora. Así, al reestructurarse las provincias y crearse las actuales en 1833, la localidad se mantuvo en la provincia zamorana, dentro de la Región Leonesa, integrándose en 1834 en el partido judicial de Alcañices, dependencia que se prolongó hasta 1983, cuando fue suprimido el mismo e integrado en el Partido Judicial de Zamora.
Finalmente, en torno a 1850, el antiguo municipio de Puercas se integró en el de Gallegos del Río.

## Naturaleza
Su mayor riqueza reside en contar con un entorno natural, en las estribaciones de la sierra de la Culebra.

## Patrimonio
De su casco urbano destaca la iglesia de San Bartolomé, construida en el siglo XIII. Además, cuenta con numerosos inmuebles construidos con el modelo tradicional de la zona, en los que predomina el uso de piedra y pizarra.

## Fiestas
Sus vecinos rinden homenaje a San Bartolomé, cuyas fiestas patronales son el 24 de agosto.